# Sverre Kjelsberg
Sverre Kjelsberg, född 18 oktober 1946 i Tromsø, död 19 juni 2016 i Tromsø, var en norsk sångare, musiker (gitarr, bas) och låtskrivare. Han var medlem av The Pussycats från 1964.  Han och Mattis Hætta representerade Norge i Eurovision Song Contest 1980 med låten "Sámiid ædnan", som skrevs av Sverre Kjelsberg och Ragnar Olsen.

## Diskografi
Album
- 1979 – Etter mørketia (MAI)
- 1980 – Kära syster (med Tage Löf, svensk pianist) (MAI)
- 1980 – Låla! (MAI) (jojk med Mattis Hætta)
- 1982 – Sverre (Hot Line).
- 1987 – Den glade pessimisten (OK) (med Ragnar Olsen)
- 1994 – Drømmen e fri (Nord-Norsk Plateselskap)

Singlar
- 1980 – "Sámiid Ædnan" / "Detsikavisa" (med Mattis Hætta)

Samlingsalbum
- 2005 – Større kraft enn krutt